# Wychodnia żyły kwarcu w Wądrożu Wielkim

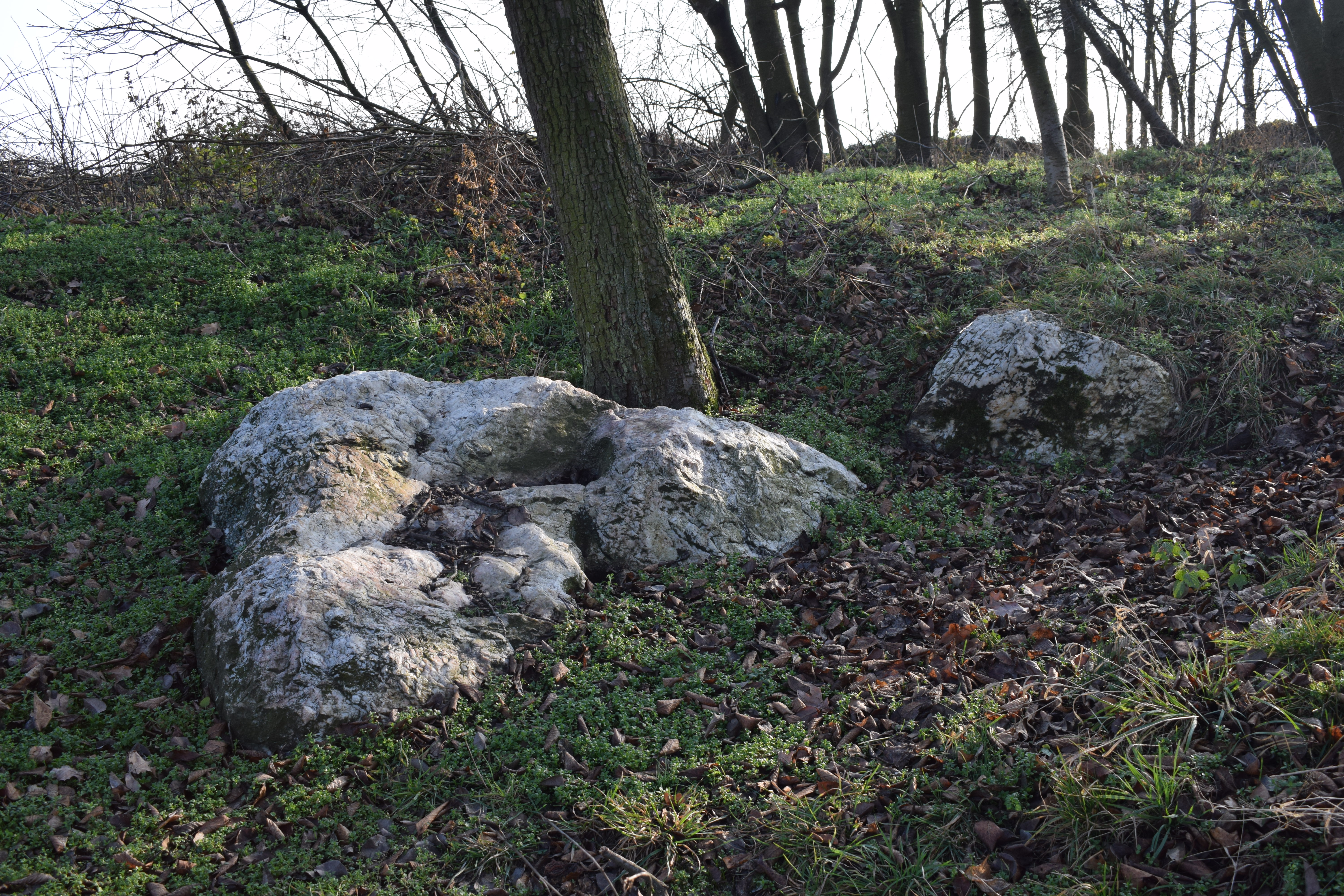
Fragment wychodni żyły kwarcu

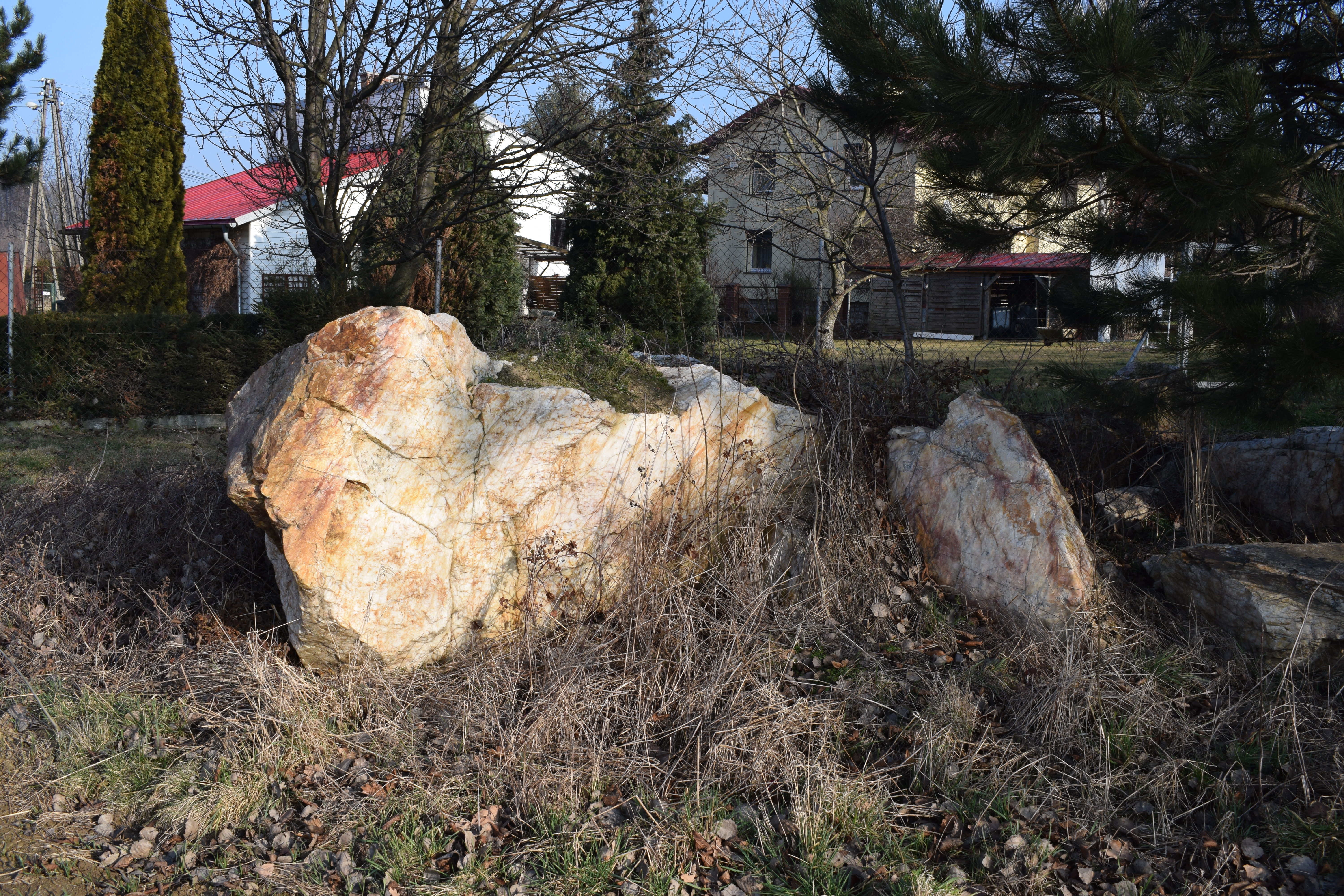
Luźne bloki skalne w pobliżu wychodni żyły kwarcu

Wychodnia żyły kwarcu – naturalne odsłonięcie geologiczne wchodzące w skład mezoregionu Wzgórza Strzegomskie. Wychodnia znajduje się przy głównej drodze, na południowo-zachodnim skraju miejscowości Wądroże Wielkie, w powiecie jaworskim, w środkowej części województwa dolnośląskiego. W 1980 roku została ustanowiona pomnikiem przyrody nieożywionej. Oprócz tego jest geostanowiskiem.

## Geneza i wiek

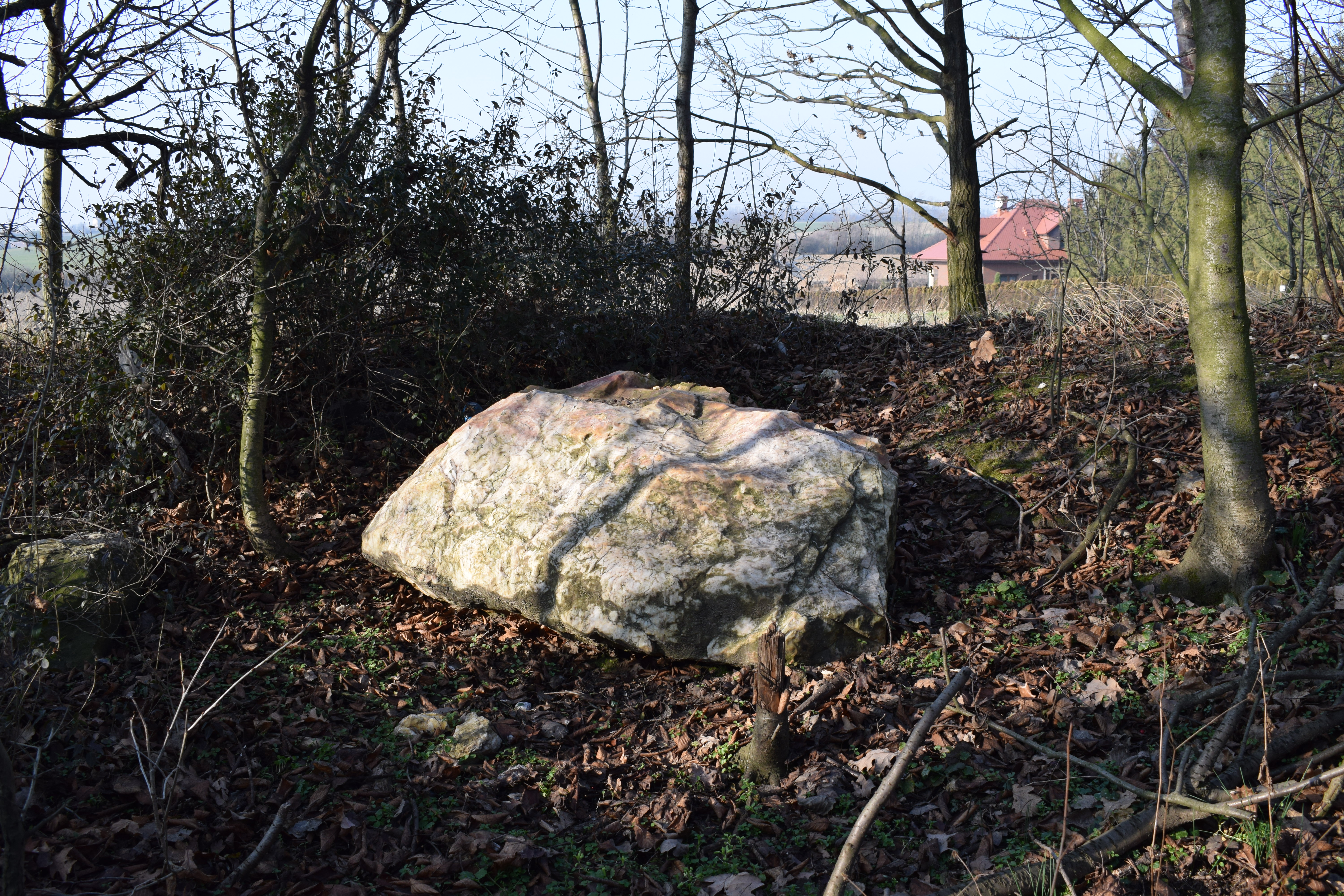
Pojedynczy blok skalny przy wychodni żyły kwarcu

Żyły kwarcowe w rejonie podłoża skalnego Wądroża Wielkiego powstały w czasie orogenezy hercyńskiej wskutek zluźnień tektonicznych. Występują w obrębie masywu Wądroża Wielkiego, powstałego prawdopodobnie w formie zrębu tektonicznego na przełomie paleogenu i neogenu. Masyw ten budują między innymi granodioryty o przypuszczalnym wieku 548 mln lat.

## Charakterystyka geologiczna
Żyły kwarcowe w rejonie Wądroża Wielkiego występują w obrębie płatu granitognejsów. Mają głównie kierunek N–S oraz NW–SE. W kierunku NW od Wądroża Wielkiego, w miejscowości Taczalin, znajduje się żyła kwarcowa, z której przez wiele lat był eksploatowany kwarc. Rozciągają się na przestrzeni od kilku metrów do nawet 1 km, a ich szerokość zazwyczaj waha się między 0,5 do 35 m. Żyły zbudowane są głównie z kwarcu. W ich obrębie występują białe gniazda, wypełnione kaolinitem i serycytem, osiągające wielkość do 1 cm. Kwarc z rejonu Wądroża Wielkiego jest mlecznobiały, lecz często zabarwiony tlenkami żelaza lub okruszcowany pirytem.